# سیارک ۲۶۶۸۸
سیارک ۲۶۶۸۸ (به انگلیسی: 26688 Wangenevieve، نامگذاری:2001FZ54)۲۶۶۸۸مین سیارک کشف شده‌است که در ۱۹ مارس ۲۰۰۱ کشف شد.